# Alex Karp

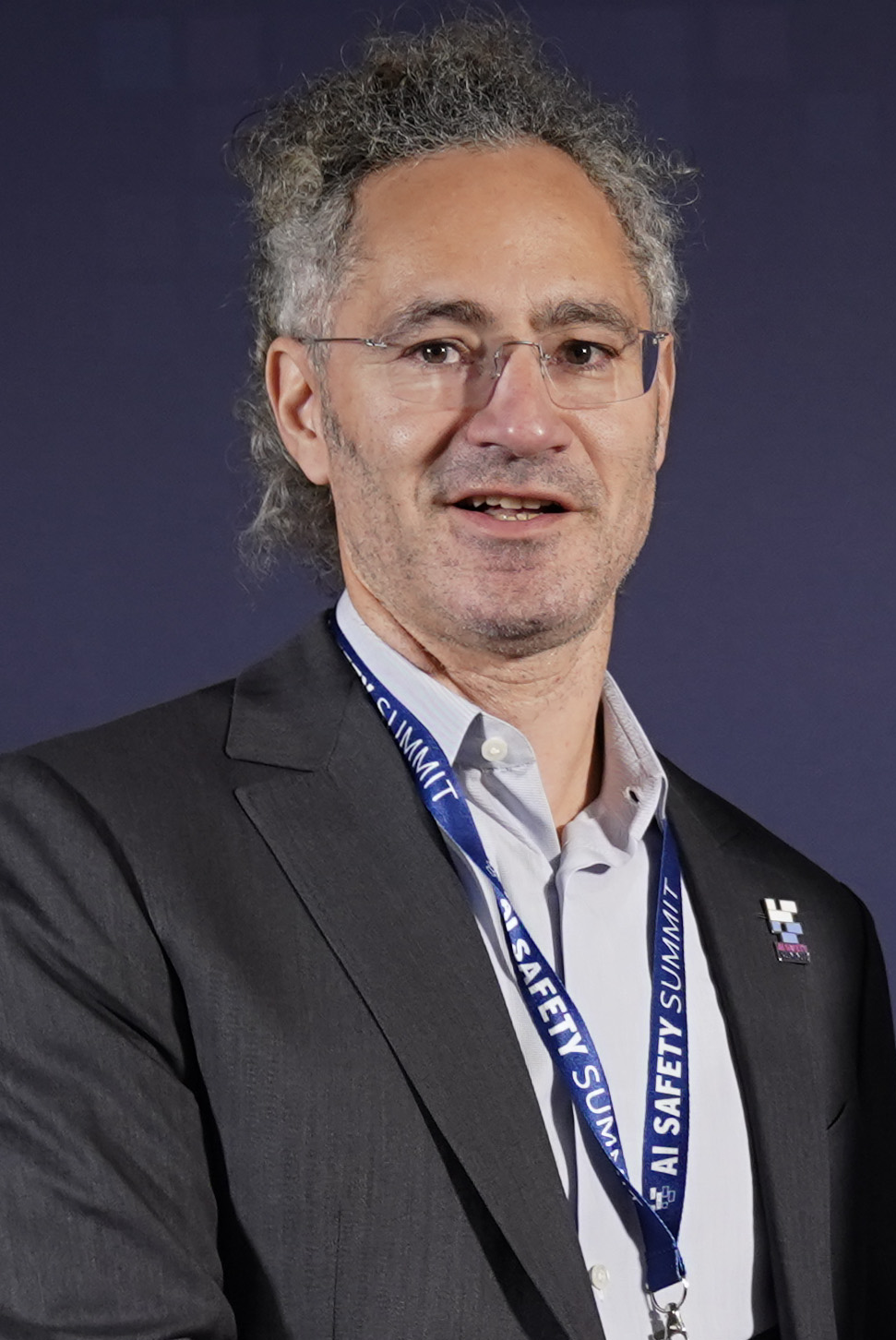
Alex Karp, 2023

Alexander Caedmon Karp (* 2. Oktober 1967, New York City) ist ein US-amerikanischer Unternehmer, Mitgründer und CEO von Palantir Technologies.

## Leben
Alex Karp ist der Sohn eines jüdischen Kinderarztes aus New York und einer afroamerikanischen Künstlerin. Er wuchs in Philadelphia auf und erhielt seinen Abschluss im Jahre 1985 von der Central High School. Er soll geäußert haben, dass er in früheren Jahren an Dyslexie litt.

Karp erhielt 1989 einen Bachelor am Haverford College und 1992 einen Abschluss in Rechtswissenschaften von der Stanford University. Er studierte an der Johann Wolfgang Goethe-Universität Frankfurt am Main Philosophie unter Jürgen Habermas und promovierte im Jahr 2002 bei der Sozialpsychologin Karola Brede mit einer auf Deutsch verfassten und mit der Note magna cum laude bewerteten Dissertation über Aggression in der Lebenswelt: Die Erweiterung des Parsonsschen Konzepts der Aggression durch die Beschreibung des Zusammenhangs von Jargon, Aggression und Kultur. Während seiner Promotion war er wissenschaftlicher Mitarbeiter am Sigmund-Freud-Institut.
2003 gründete er zusammen mit Peter Thiel (den er aus Stanford kannte) sowie den Investoren Joe Lonsdale, Nathan Gettings und dem Informatiker Stephen Cohen das Unternehmen Palantir Technologies.
Palantirs Datenanalyse-Software wird insbesondere von den US-Geheimdiensten verwendet. Das bayerische Landeskriminalamt (2022) oder das hessische Innenministerium (2018) kauften die Palantir-Software Gotham, wobei die Opposition im Hessischen Landtag das Vorgehen bei der Vergabe des Auftrags bemängelte. Auch Konzerne wie Airbus, BMW und Merck nutzen Software von Palantir.
Karp lebt seit 2023 im Fürstentum Liechtenstein. Nach einer Schätzung von Forbes verfügt er über ein Vermögen von 9,7 Milliarden US-Dollar (Stand 20. Februar 2025).
Das Time Magazine nahm ihn in seine Liste der 100 einflussreichsten Personen des Jahres 2025 auf.
2025 veröffentlichte er sein zweites Buch The Technological Republic.

## Weitere Tätigkeiten
Im Dezember 2015 wurde Karp zum Mitglied des Boards of Directors des Economists, 2018 in den Aufsichtsrat der Axel Springer SE und am 3. Mai 2019  in den Aufsichtsrat der BASF SE berufen. Anfang des Jahres 2020 schied Karp aus dem Aufsichtsrat der Axel Springer SE und wenig später, am 22. Juli, auch aus dem Aufsichtsrat der BASF SE aus.
Er ist Mitglied im Lenkungsausschuss der Bilderberg-Konferenzen.
Zu Kontroversen und dem Vorwurf des „Artwashing“ führte, dass Palantir, vertreten durch Karp als CEO, sich als Sponsor an der Leipziger Ausstellung Dimensions: Digital Art since 1859 beteiligte. Im April 2023 nahm Alex Karp zudem als Panelist (= Podiumsmitglied) an der Eröffnungsveranstaltung teil. Ebenfalls im Frühjahr 2023 erschien der von Alex Karp zusammen mit zwei Palantir-Mitarbeitern herausgegebene Sammelband Von Artificial zu Augmented Intelligence: was wir von der Kunst lernen können, um mit Software die Zukunft zu gestalten.

## Dokumentation
Der Dokumentarfilmer Klaus Stern begab sich von 2019 bis 2024 auf Spurensuche, sprach mit Weggefährten von Karp und begegnete immer wieder auch Karp selbst. Der dabei entstandene Dokumentarfilm Watching You – Die Welt von Palantir und Alex Karp feierte im Mai 2024 auf dem Internationalen Dokumentarfilmfestival München Weltpremiere und startete am 6. Juni 2024 in den deutschen Kinos.